# Åtvidaberg (commune)
Pour le chef-lieu, voir Åtvidaberg.
La commune d'Åtvidaberg est une commune suédoise du comté d'Östergötland. 11 817 personnes y vivent. Son siège se situe à Åtvidaberg.

## Localités
- Åtvidaberg
- Berg
- Björsäter
- Falerum
- Grebo
- Fröjerum